# Oblast autonome tcherkesse
L’oblast autonome Tcherkesse (en russe : Черкесская автономная область, en kabarde : Адыгэ автоном куей) est créé le 30 avril 1928 au sein de la République socialiste fédérative soviétique de Russie, et censé regrouper l'ensemble des Tcherkesses du nord-Caucase. Le 12 janvier 1957 l'oblast autonome Tcherkesse devient l'oblast autonome des Karatchaïs-Tcherkesses.

## Histoire
La région est formée le 30 avril 1928 dans le cadre du Territoire du Caucase du Nord à partir de l'Okroug national circassien.
Le 10 juillet 1931, le district de Batalpachinski est aboli par le décret du Présidium du Comité exécutif central panrusse. Dans le même temps, les conseils de village de Batalpachinski, Nikolaïevski, Ovetchkinski et Storojevoï sont transférés à l'Okroug autonome de Tcherkesse.
Depuis le 13 mars 1937, la région fait partie du kraï d'Ordjonikidze, depuis le 12 janvier 1943 - le Kraï de Stavropol.
Le territoire de l'oblast autonome occupe les vallées des fleuves Bolchoï Zelentchouk, Maly Zelentchouk, Kouban et Ouroup. La grande partie nord de la région est une plaine avec des sols fertiles en chernozem et un climat modérément chaud ; la partie sud est occupée par les contreforts du Grand Caucase.
Le 12 janvier 1957, l'oblast autonome de Tcherkesse est transformé en Okroug autonome de Karatchaïs-Tcherkesses dans le cadre du Kraï de Stavropol. Les districts Zelentchoukski, Karatchaïevski et Oust-Djegoutinski du kraï de Stavropol lui ont également été transférés.

## Découpage administratif et population
Au 17 décembre 1939, la région comprenait 1 ville de subordination régionale et 5 arrondissements :
|   | Zone              | Centre              | Population totale | Russes | Circassiens (Adygués) | Abaza  | Nogaïs | Grecs | Arméniens | Autre |
| - | ----------------- | ------------------- | ----------------- | ------ | --------------------- | ------ | ------ | ----- | --------- | ----- |
| 1 | Tcherkessk        |                     | 28 645            | 25 106 | 412                   | 417    | 144    | 129   | 280       | 2050  |
| 2 | Circassien        | Tcherkessk          | 14 716            | 9209   | 188                   | 4012   | 68     | 8     | 290       | 948   |
| 3 | Ikon-Khalkovski   | aoul Ikon-Khalk     | 15 175            | 2333   | 6558                  | 860    | 4804   | 32    | 13        | 271   |
| 4 | Kirovsky          | stanitsa Ispravnaïa | 14 354            | 13 880 | 39                    | 22     | 24     | 5     | 14        | 375   |
| 5 | Kuva              | village Ersakon     | 9627              | 2543   | 1840                  | 2929   | 1104   | 643   | 18        | 495   |
| 6 | Khabezski         | aoul Khabez         | 14 062            | 1118   | 6973                  | 2005   | 12     | dix   | 3         | 270   |
|   | population totale |                     | 92 898            | 54 189 | 16 010                | 10 245 | 6156   | 829   | 618       | 4409  |

## Cartes de l'oblast

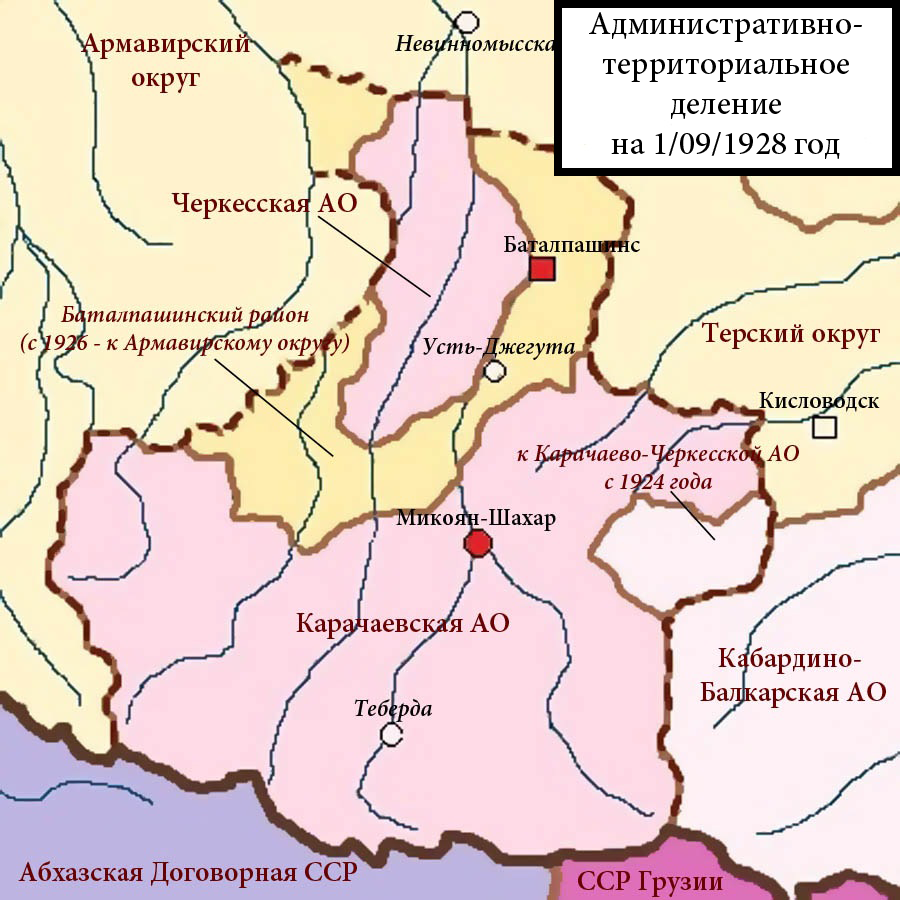
1928
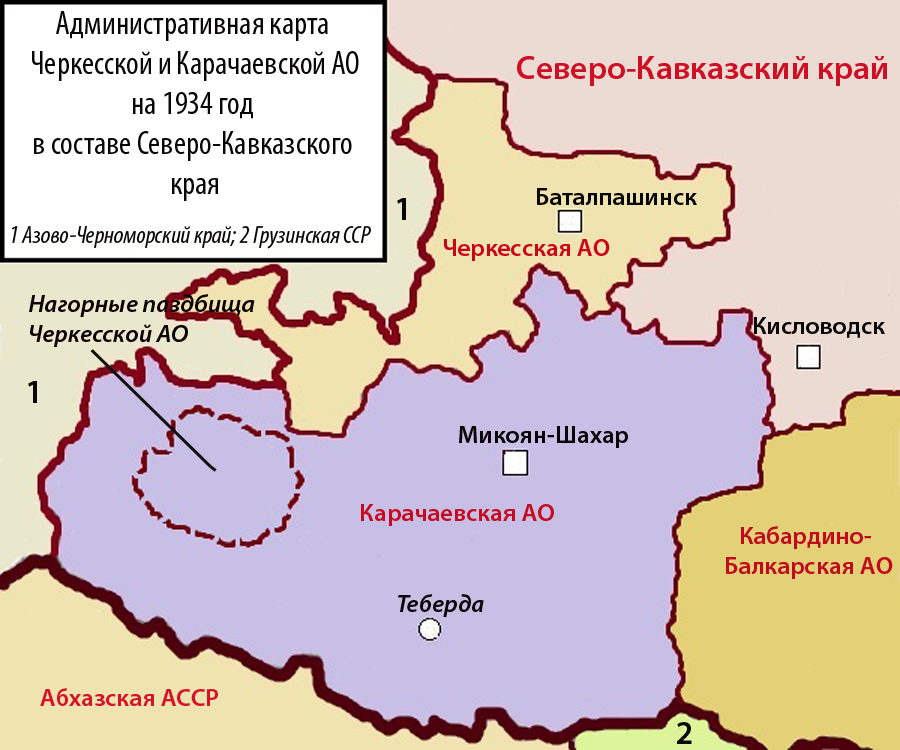
1934
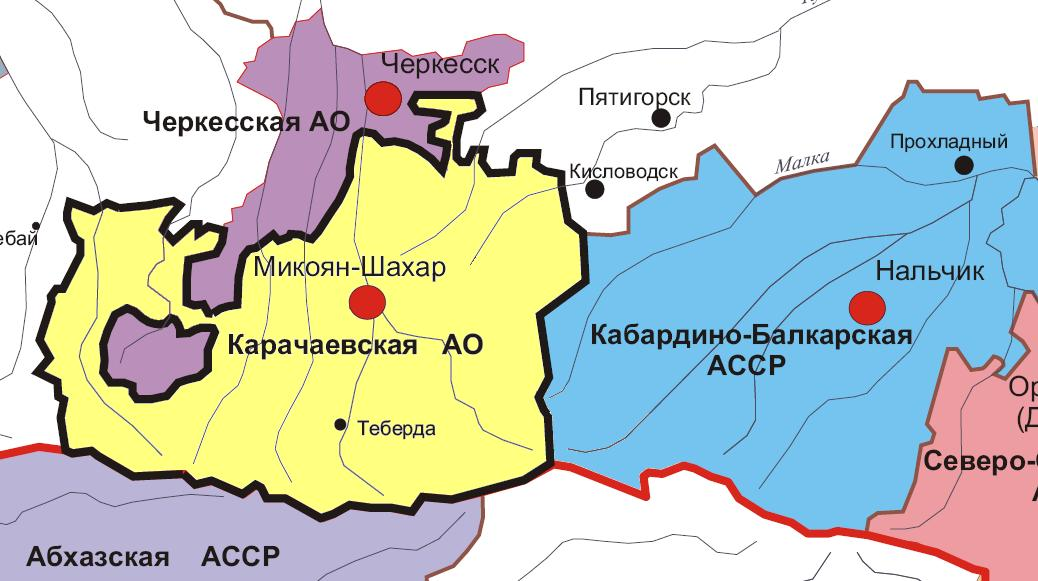
1943
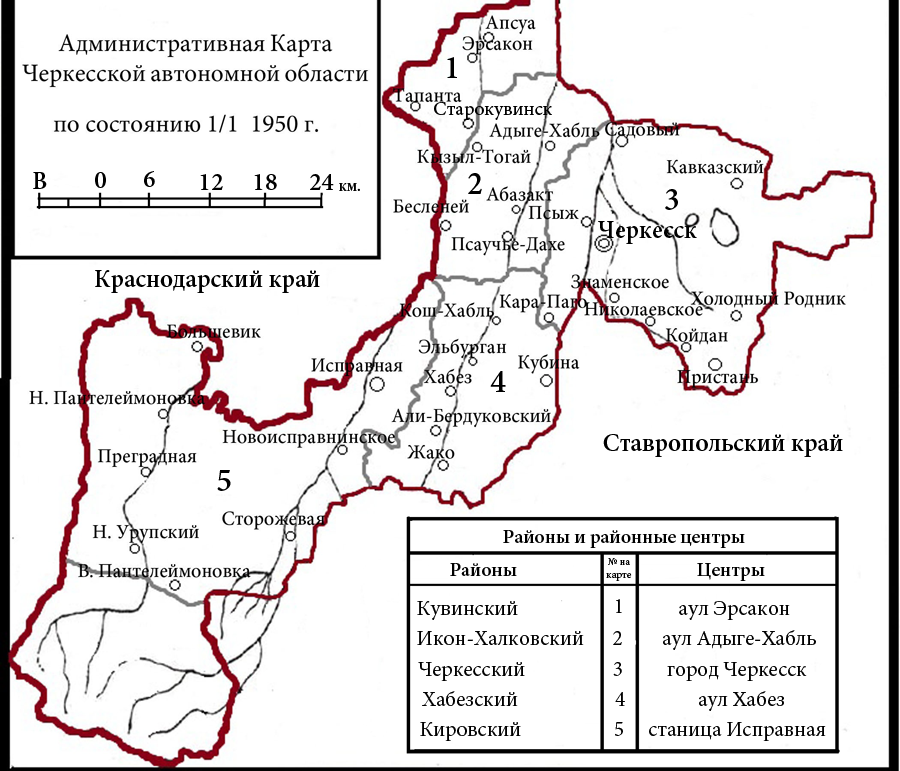
1950

## Liens
- Tsutsiev A. UN. "Indigénisation" dans la division administrative-territoriale - la mise en œuvre et le dépassement du principe